# Tomás Pimentel
Tomás Pimentel fue un hacendado y político peruano. 
Fue elegido diputado por la provincia de La Convención entre 1872 y 1876 durante el gobierno de Manuel Pardo.